# Ich sage immer, wenn meine Haare gemacht sind und ich ein Paar schöne Schuhe trage, bin ich vollkommen angezogen

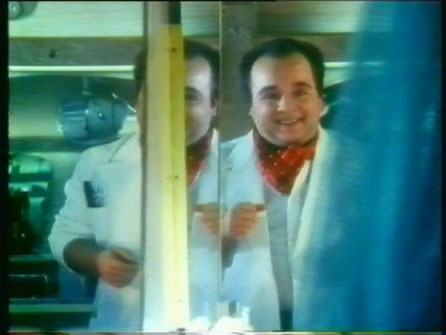
Dirk Bach als Friseur (Szenenfoto)

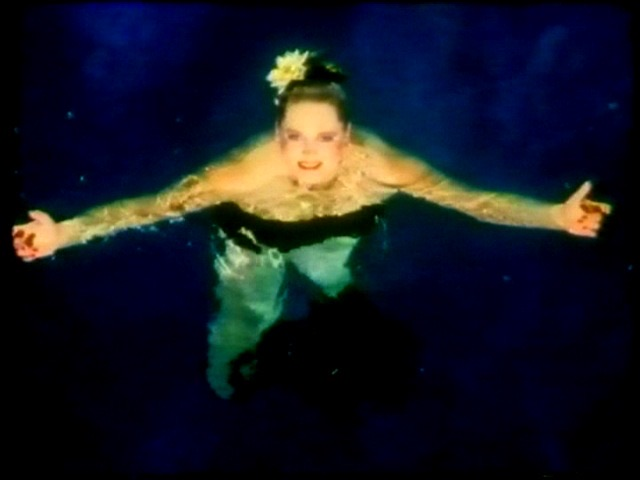
Hella von Sinnen als Esther Williams (Szenenfoto)

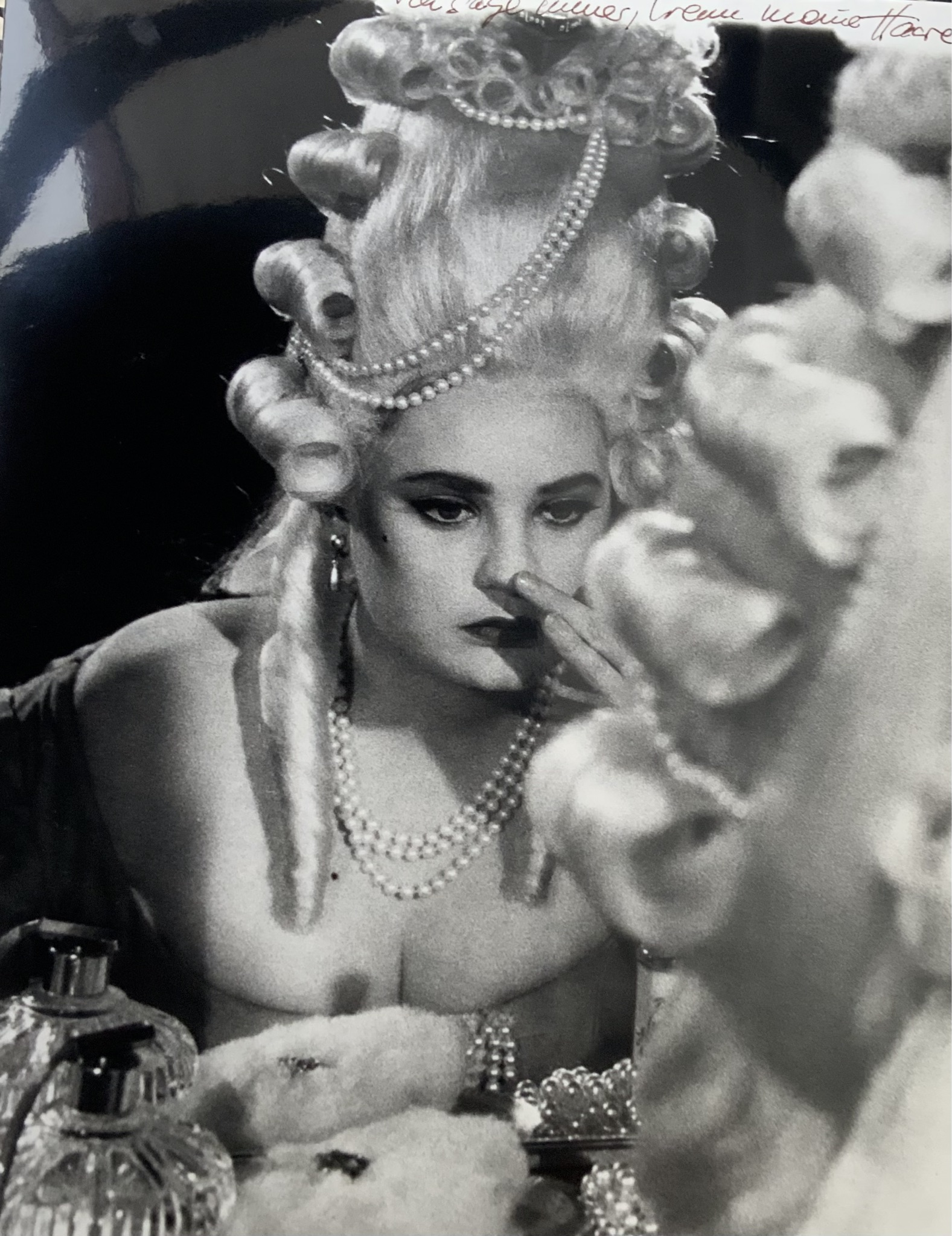
Hella von Sinnen als Marie-Antoinette (Szenenfoto)

Ich sage immer, wenn meine Haare gemacht sind und ich ein Paar schöne Schuhe trage, bin ich vollkommen angezogen ist ein deutscher experimenteller Kurz-Spielfilm aus dem Jahr 1984.

## Inhaltsbeschreibung
Thema des experimentellen Kurz-Spielfilms ist die Phänomenologie des Frisierens. Haare können Macht und Ansehen, aber auch Ohnmacht und Unterdrückung symbolisieren, so die Grundthese des Films. Dessen Struktur ist an den konkreten Vorgängen des Waschen, Wickelns und Frisierens orientiert. Der Ort dieses Rituals kann überall sein: eine armselige Küche oder ein verpudertes Boudoir.
Kolorierte Fotomontagen mischen sich mit laufendem Bild: Königinnen und Kurtisanen, Bürgerinnen und Dienstmägde, sie alle ließen sich das Haar shampoonieren und hochtoupieren.
Dirk Bach spielt einen ewig plaudernden Friseurmeister aus den 1950er-Jahren. Rosé ist sein Reich der Sinne, sein Frisörsalon. Die Kittel der Mädchen, die Waschbecken und Wickler, nichts bleibt ausgespart.
Und weil das Ritual des Waschen und Legens feucht ist, springt Hella von Sinnen mit Seerosen verziert vom Drei-Meter-Brett des Neptunbades. Aus einer „Badenden“ wird eine „strampelnde Venus“. Die Reminiszenz an die Hollywood-Badenixe Esther Williams und ihre Wasserballette ist nicht zu übersehen.
Erst wird onduliert, dann hochtoupiert – so kennt man es auch in Versailles, am französischen Hof. Hella von Sinnen als Marie-Antoinette, in ein Rokoko-Kleid gepresst, versucht verzweifelt, wie einst die französische Königin nach siegreicher Seeschlacht, ein Schiffsmodell in die meterhohe, silberweiße Perücke zu klemmen. Belle Poule hieß damals die siegreiche französische Fregatte, zu Deutsch „Das schöne Huhn“.

## Kritiken
„Da hatte das Publikum eine Menge zu lachen, von ironisch-überdeutlichen Anspielungen auf das erotische Element in der Haarpflege bis hin zum vorsätzlich mit nicht enden wollenden Danksagungen gestreckten Abspann, damit der Film die von den Subventionsregeln gesetzte Länge erreichte. Die Bürokratie in der Wiesbadener Filmbewertungsstelle hatten für derlei Spaß allerdings keinen Nerv.“

„Die ironischen Montagen und gelungenen experimentellen Motive nehmen Stellung nicht nur zu bestimmten rituellen Zügen der kulturellen Produktion von Weiblichkeit, sondern beziehen sich auch auf filmästhetische Muster.“

Weitere Kritiken:
- Spektrum Film, 3/1985[3]
- Stadt-Revue, 1/1984[4]
- Clips, 10/1984[5]

## Festivals
- Europäisches Filmfest München, 23. Juni – 1. Juli 1984[6]
- Hofer Filmtage 1984[7]
- Internationale Kurzfilmtage Oberhausen 1984
- Feminale Köln 1984[7]
- Films de Femmes - Festival International de Créteil/Paris 1985[8]
- NRW Independents #14 - Kurzfilmprogramm zum 42. Jubiläum des Filmbüros NW - Köln 2022[9]

## Archivierung
Eine 16-mm-Kopie des Films wurde durch das Kultusministerium NRW unter der Rubrik „Frauenfilme NRW“ angekauft und im Landesarchiv Nordrhein-Westfalen archiviert.